# Torrey Smith
James Torrey Smith (* 26. Januar 1989 in Colonial Beach, Virginia) ist ein ehemaliger US-amerikanischer American-Football-Spieler auf der Position des Wide Receivers. Er spielte für die Carolina Panthers, San Francisco 49ers, Philadelphia Eagles und Baltimore Ravens in der National Football League (NFL). Smith gewann mit den Baltimore Ravens und mit den Philadelphia Eagles den Super Bowl.

## NFL
Torrey Smith wurde von den Baltimore Ravens in der 2. Runde des NFL Drafts 2011 als der 58. Spieler ausgewählt. Er spielte College Football an der University of Maryland.
Er spielte von 2011 bis 2014 bei den Baltimore Ravens, mit denen er am 3. Februar 2013 den Super Bowl (XLVII) gewann. Nach der Saison 2017 gewann er mit den Philadelphia Eagles den Super Bowl LII.
Nach acht Saisons gab Smith im September 2019 seinen Rücktritt bekannt.